# Oestranthrax disparilis
Oestranthrax disparilis är en tvåvingeart som beskrevs av Hesse 1956. Oestranthrax disparilis ingår i släktet Oestranthrax och familjen svävflugor. Inga underarter finns listade i Catalogue of Life.